# NGC 1310
NGC 1310 ist eine Balken-Spiralgalaxie mit ausgedehnten Sternentstehungsgebieten vom Hubble-Typ SBc im Sternbild Chemischer Ofen am Südsternhimmel. Sie ist schätzungsweise 75 Millionen Lichtjahre von der Milchstraße entfernt und hat einen Durchmesser von etwa 60.000 Lichtjahren. Unter der Katalogbezeichnung FCC 13 ist sie als Mitglied des Fornax-Galaxienhaufens gelistet.

In derselben Himmelsregion befinden sich u. a. die Galaxien NGC 1316, NGC 1317, NGC 1318, NGC 1326.
Das Objekt wurde am 22. Oktober 1835 von John Herschel mit einem 18,7"-Reflektor entdeckt.